# Długi Żleb (dolina Jaworzynka)

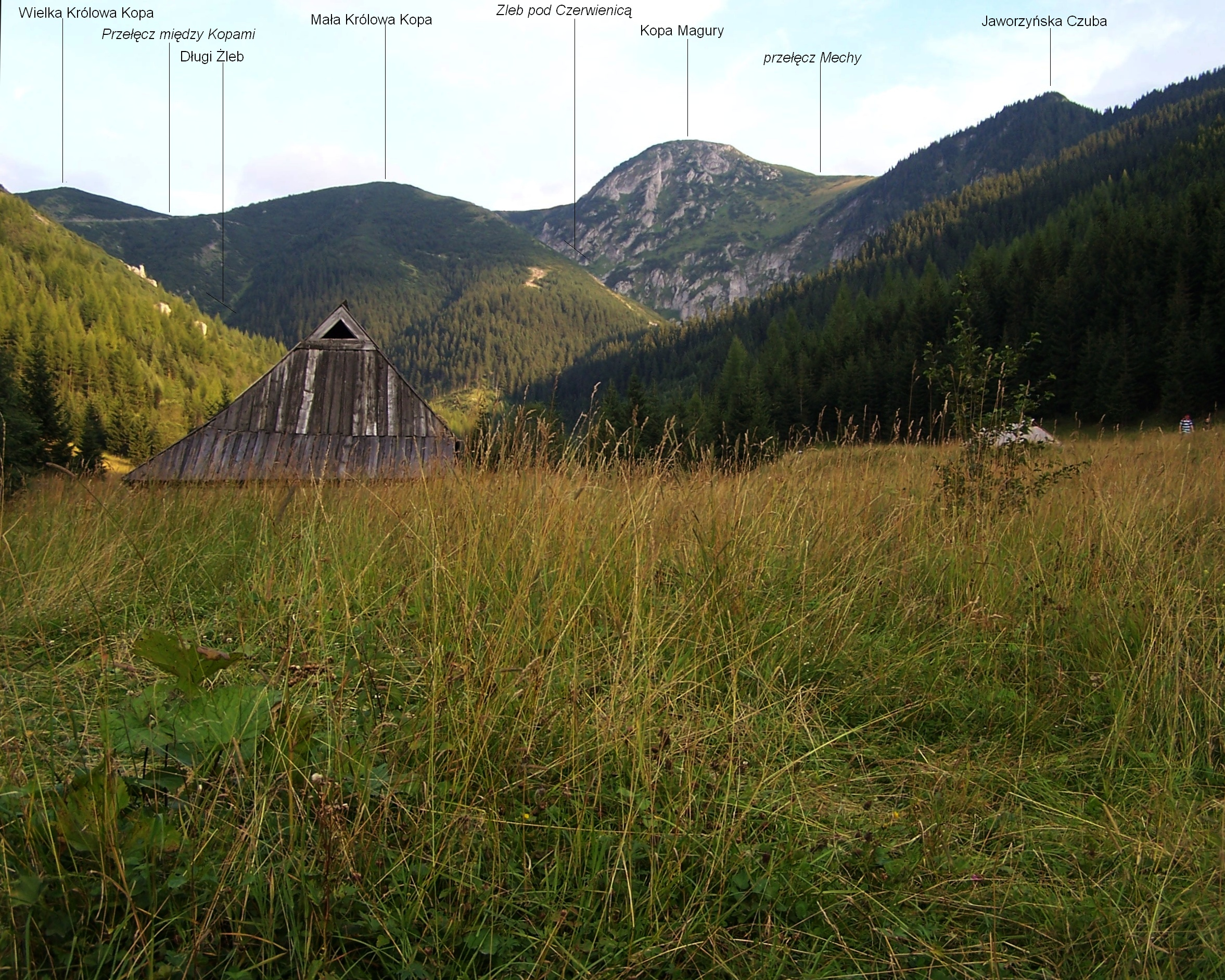
Widok z Doliny Jaworzynki

Długi Żleb – górne, orograficznie prawe odgałęzienie Jaworzynki w polskich Tatrach Zachodnich. Jest to żleb opadający spod Przełęczy między Kopami (1499 m), początkowo w północno-zachodnim kierunku, potem zakręcający bardziej na zachód. Wcina się między stoki Małej Kopy Królowej a stoki po przeciwległej stronie Skupniowego Upłazu.
Dołączają do niego dwa mniejsze żleby: górny zwany Żlebem Wściekłych Węży (oryginalnie: Wężów) i dolny – Żłóbki. Obydwa znajdują się na północno-wschodnich stokach Małej Kopy Królowej i oddzielone są grzędą, od dołu zakończoną skałką zwaną Kogutkiem. Żleb Wściekłych Węży opada z wierzchołka Małej Kopy Królowej. Nazwę nadał mu Mariusz Zaruski (od kształtu śladu nart, jaki pozostawił za sobą po zjeździe tym żlebem). Żleb Żłóbki bierze początek około połowy wysokości stoków Małej Kopy Królowej i jest całkowicie zalesiony.